# Петрополис (фильм)
«Петрополис» — российский фильм 2022 года, научно-фантастический триллер Валерия Фокина, в котором в главных ролях выступили Антон Шагин и Юлия Снигирь. Вышел в прокат 27 октября 2022 года.

## Сюжет
Фильм рассказывает о молодом человеке, который отправился учиться в США, где встретил девушку, на которой женился. Он успешен в учёбе и счастлив в личной жизни, и вдруг, защитив диссертацию, он получает приглашение в закрытую международную организацию, чтобы исследовать там гипотетический сценарий: какова будет реакция людей, если они узнают, что инопланетяне действительно существуют и давно контактируют с нами?

## В ролях
| Актёр             | Роль                           |
| ----------------- | ------------------------------ |
| Антон Шагин       | Владимир Огнев                 |
| Юлия Снигирь      | Анна                           |
| Владимир Кошевой  | Манн                           |
| Один Ланд Байрон  | Филипп Грэм                    |
| Дзюнсуке Киносита | Озири                          |
| Роман Мелдерс     | сын Владимира                  |
| Дэниел Барнс      | Коллега                        |
| Ричард Ли Уилсон  | президент США                  |
| Марко Динелли     | президент Франции              |
| Игорь Ким         | спецагент                      |
| Марина Игнатова   | генсек ООН                     |
| Эдвард Опп        | премьер-министр Великобритании |